# Циріон (стадіон)
Стадіон Циріон (грец. Τσίρειο Στάδιο) — багатомісний багатоцільовий стадіон у Лімасолі, Кіпр.
Стадіон вміщує 13 331 особу і в здебільшого використовується для проведення футбольних матчів. Він був домашньою ареною трьох найбільших клубів Лімасол, які зараз переїхали на стадіон Альфамега.
Футбольне поле оточене легкоатлетичною доріжкою та є домашнім майданчиком легкоатлетичного клубу Лімасола GSO (Gymnastikos Sylogos Olympia).

## Історія
Стадіон був побудований у 1975 році за сприяння відомого бізнесмена і мецената міста Петроса І. Ціроса на заміну застарілому стадіону ГСО. За свій внесок у будівництво стадіону Циріон став його тезкою.
У минулому, особливо в 1990-х роках, він використовувався як домашній стадіон для національної збірної Кіпру з футболу.
На цьому стадіоні було зіграно кілька матчів Чемпіонату Європи з футболу серед молоді до 16 років 1992 року, який проходив на Кіпрі, в тому числі два півфінальні матчі, що відбулися 14 травня 1992 року. У першому матчі Іспанія перемогла Португалію з рахунком 3:1, а в іншому матчі Німеччина перемогла Італію з рахунком 6:5 по пенальті після нічиєї 0:0. Завдяки цим матчам Іспанія та Німеччина вийшли до фіналу. Стадіон також приймав фінали Суперкубка Кіпру та Кубка Кіпру.
Будівництво стадіону Альфамега замінило стадіон Циріон як головний футбольний стадіон міста.

## Галерея

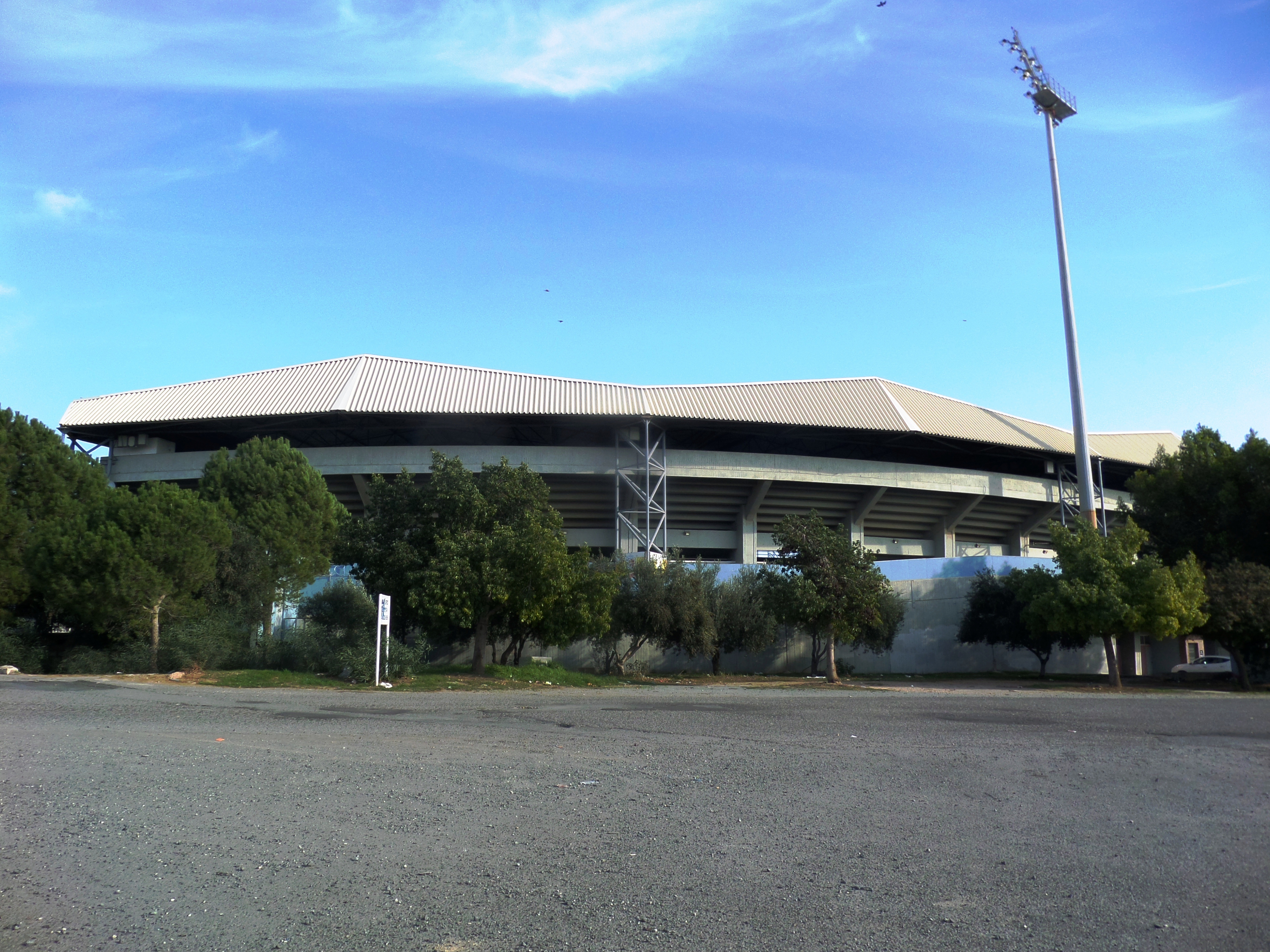
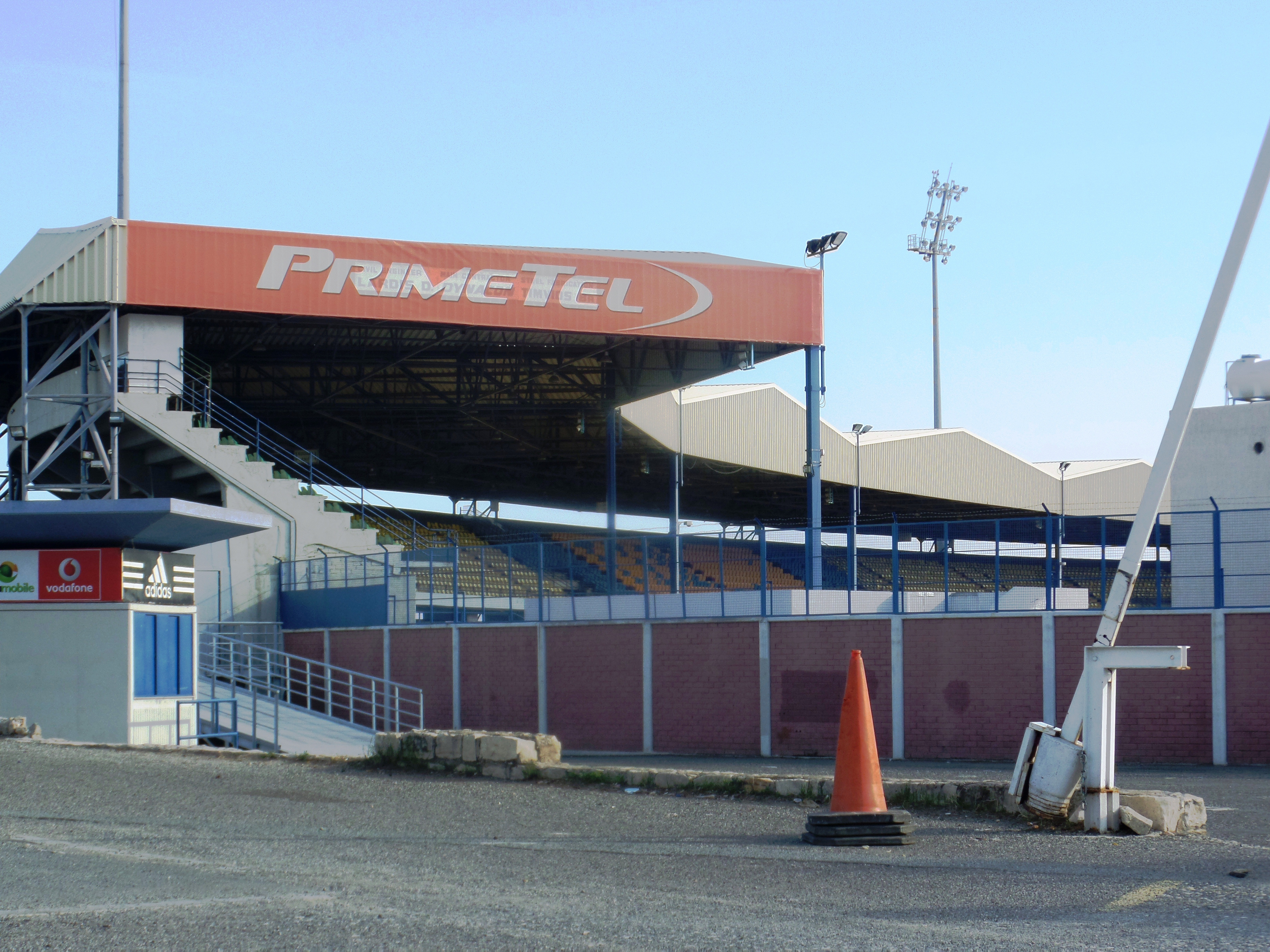
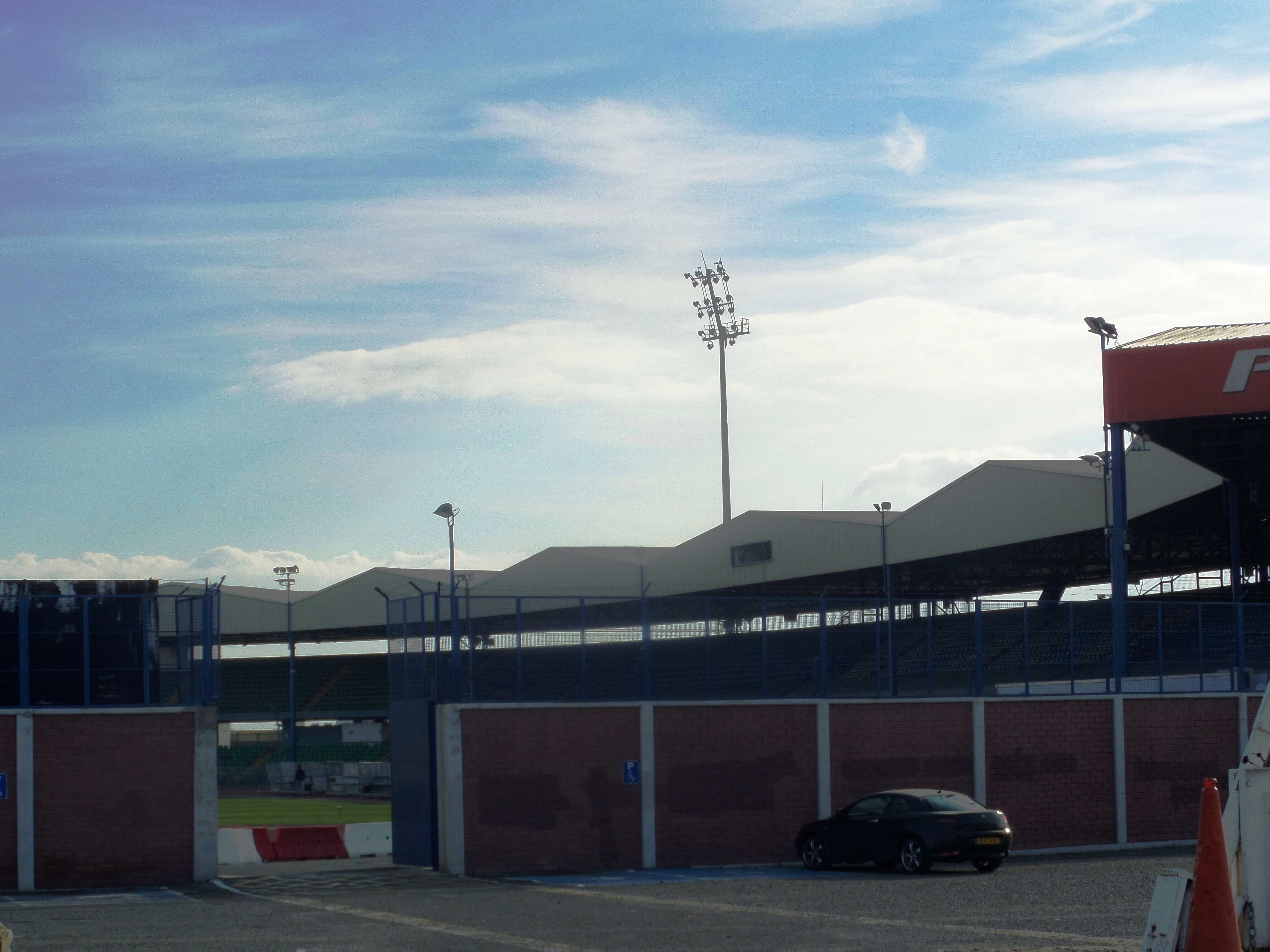
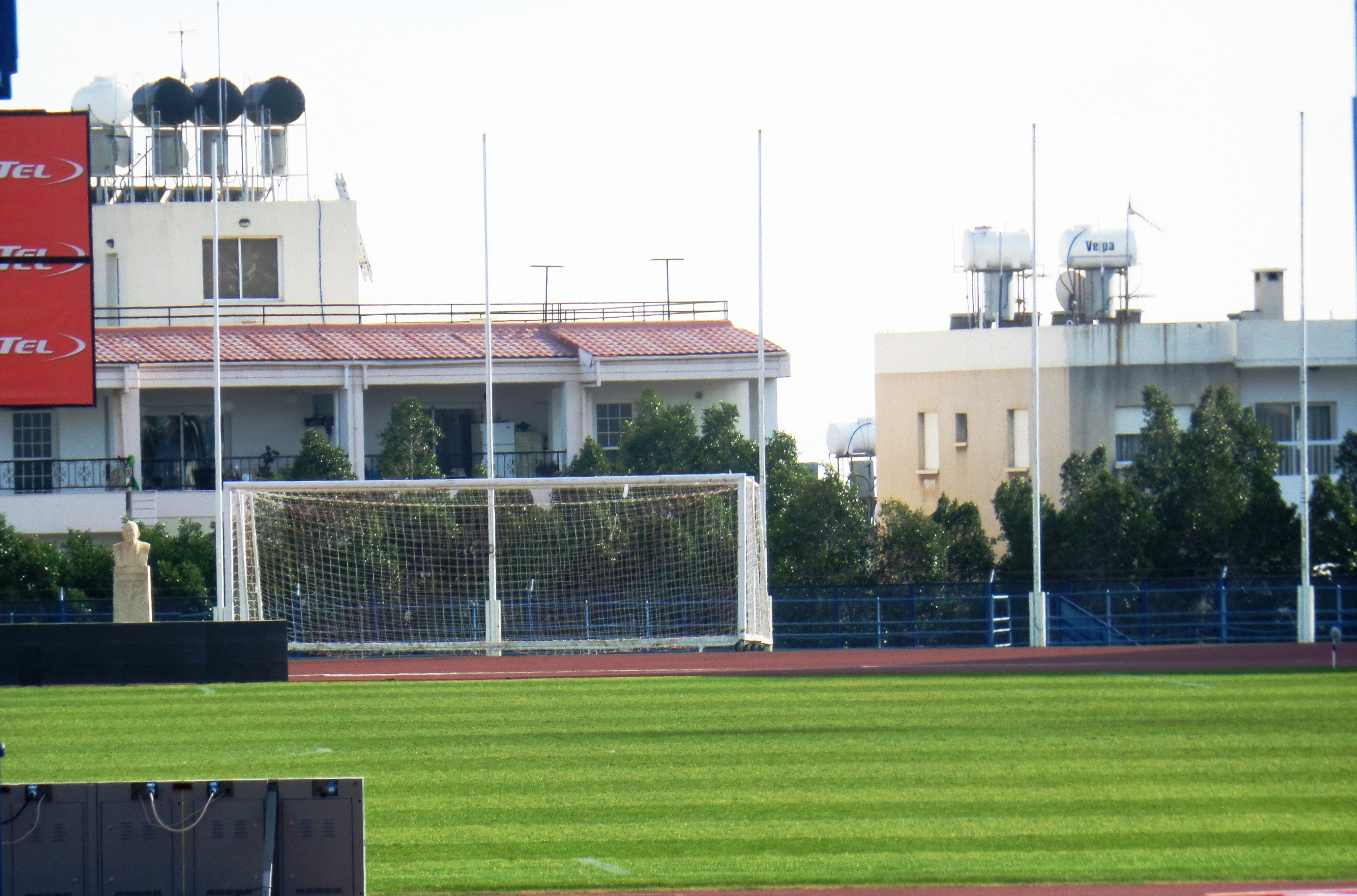
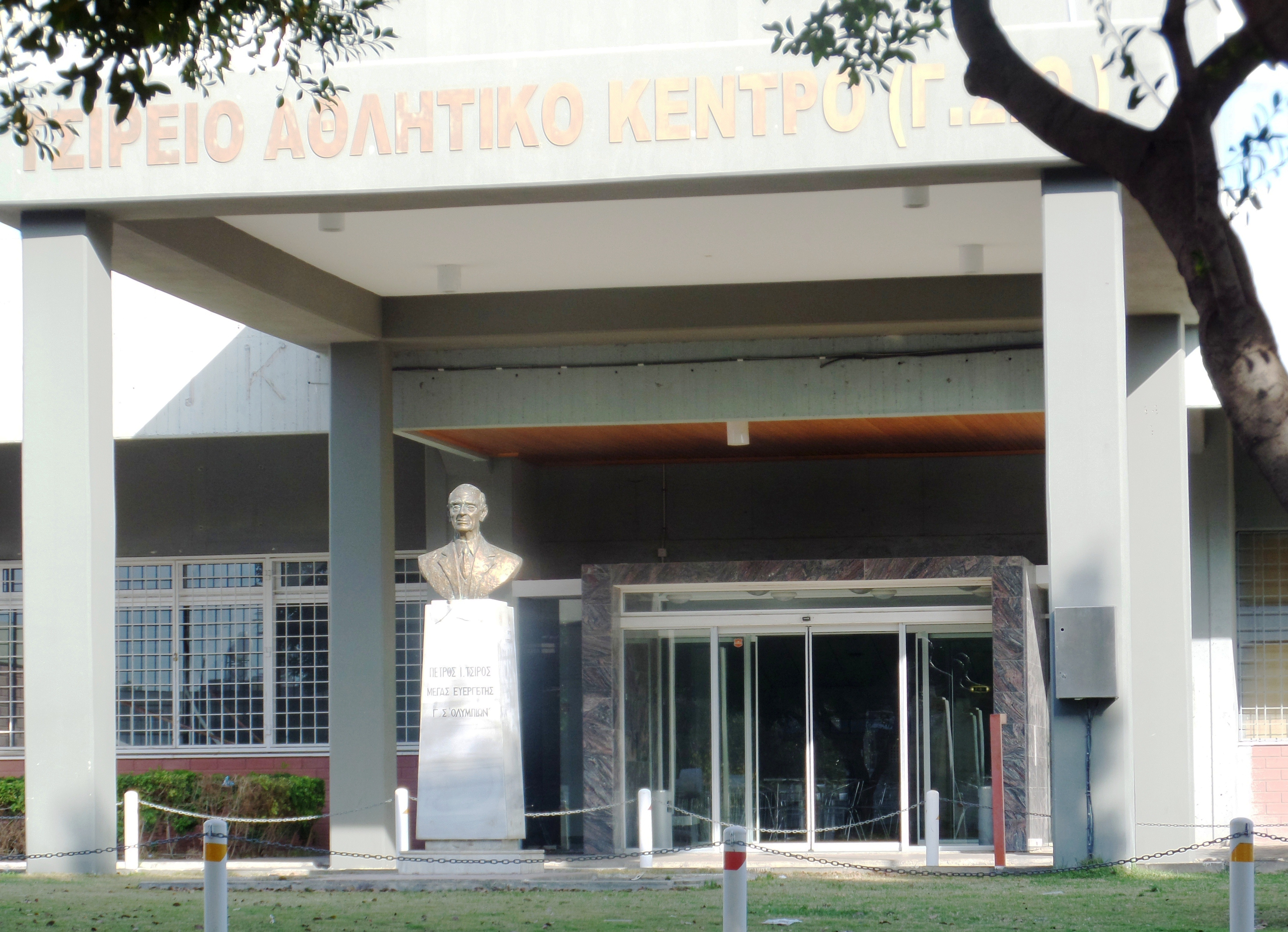